# Mike Ness
Mike Ness, (Michael James Ness, ur. 3 kwietnia 1962, Lynn, Massachusetts), amerykański gitarzysta, wokalista i lider zespołu Social Distortion, który powstał w 1978 roku.

## Życiorys
Mike Ness urodził się w 1962 roku w Lynn, Massachusetts. Wychował się na ulicach Orange County w Kalifornii. Został wyrzucony z domu przez ojca w wieku 15 lat. Podczas swych wczesnych lat został zainspirowany przez bluesa, country i wczesnego rock 'n' rolla. Ness zaangażował się w scenę punk rocka pod wpływem powstających zespołów tego nurtu.
Ness założył Social Distortion w 1978 roku, wydając płytę Mainliner w wytwórni Posh Boy Records w 1981 roku. Dwa lata później wydali The Mommy's Little Monster (1983), który był własnością ich ówczesnego menedżera Monk rocka.

## Sprzęt

### Gitary
Na początku swojej kariery Ness używał modeli Gibson SG i SG Junior, ale obecnie używa gitar Gibson Les Paul Deluxe z lat 70. (1971 sunburst, 1975 sunburst, 1975 goldtop i 1976 goldtop). Jego Les Paul goldtop z 1976 roku jest jego ulubioną i najczęściej używaną obecnie gitarą. Wszystkie jego gitary posiadają pickupy Seymour Duncan P-90, które instaluje we wszystkich swoich gitarach od trasy koncertowej z Neilem Youngiem na początku lat 90.

### Wzmacniacze
Ness używa wzmacniaczy Fender Bassman zmodyfikowanych przez Freda Taccone oraz kolumny Marshall 4x10 z głośnikami Celestion.